# قرار مجلس الأمن التابع للأمم المتحدة رقم 1794
قرار مجلس الأمن التابع للأمم المتحدة رقم 1794، المتخذ بالإجماع في 21 ديسمبر 2007.

## القرار
مدد مجلس الأمن اليوم ولاية بعثة الأمم المتحدة في جمهورية الكونغو الديمقراطية لمدة عام واحد حتى 31 كانون الأول / ديسمبر 2008.
بموجب الفصل السابع من ميثاق الأمم المتحدة، أذن المجلس باستمرار البعثة حتى 31 ديسمبر 2008 وابقاء ما يصل إلى 17030 من الأفراد العسكريين و760 مراقبا عسكريا و391 مدربا للشرطة و750 فردا من وحدات الشرطة المشكلة وطلب تولي البعثة أولوية قصوى لمعالجة الأزمة في مقاطعتي كيفو بجميع أبعادها.
وطالب المجلس المليشيات والجماعات المسلحة التي لا تزال موجودة في الجزء الشرقي من الكونغو، ولا سيما القوات الديمقراطية لتحرير رواندا، والقوات المسلحة الرواندية السابقة / إنتراهاموي، والمليشيات المنشقة التابعة للوران نكوندا، بإلقاء أسلحتها والانخراط طوعا، دون تأخير أو شروط مسبقة، في تسريحهم وإعادتهم إلى الوطن وإعادة توطينهم وإعادة إدماجهم، مع التشديد على ضرورة عدم تلقي تلك المليشيات والجماعات المسلحة أي دعم.
وأذن المجلس للبعثة بتقديم المساعدة إلى السلطات الكونغولية، بما في ذلك اللجنة الانتخابية الوطنية المستقلة، في تنظيم الانتخابات المحلية والتحضير لها وإجرائها.
وبموجب النص، دُعيت البعثة إلى مساعدة الحكومة في جهودها لتقديم المتهمين من قبل المحكمة الجنائية الدولية لرواندا والمحكمة الجنائية الدولية إلى العدالة، وإجراء استعراض شامل لجهودها لمنع العنف الجنسي والتصدي له.
وأخيرا، أحاط المجلس علما بالنقاط المرجعية التي قدمها الأمين العام للانسحاب التدريجي المستقبلي لبعثة الأمم المتحدة في جمهورية الكونغو الديمقراطية، على النحو المبين في تقريره، وشجع البعثة على تركيز أنشطة جميع عناصرها على المساعدة على السلطات الكونغولية لتحقيق تلك المعايير.

## روابط خارجية
- نص القرار في undocs.org